# Ruta 42 (Uruguay)
La Ruta N.º 42 es una de las Rutas nacionales de Uruguay, su recorrido se extiende por los departamentos de Florida y Durazno. 

## Recorrido
Esta carretera parte desde la Ruta 5, en la zona suburbana sur de la ciudad de Sarandí Grande. Corre de oeste a este hasta el paraje llamado Paso Real de Castro, donde existe un puente sobre el arroyo Castro. Desde este punto la ruta toma hacia el norte y llega hasta la localidad de Polanco del Yí, límite con el departamento de Durazno, con el cual queda conectado a través de un puente sobre el Río Yí. De esta misma
ruta 42, a la altura del Paso Real de Castro, surge un camino que une este punto con la estación Hernandarias, donde se conecta con la Ruta 58.
Una vez cruzado el Río Yí, la carretera toma dirección suroeste-noreste hasta la localidad de Carmen, donde finaliza el primer tramo.
El siguiente tramo comienza en la Ruta 19, a 29 km al este de Villa del Carmen, en dirección norte caracterizado como ruta departamental 42. En 2013 se dio inicio al tratamiento asfáltico de este tramo, aunque no llegó más que algún kilómetro pasando el arroyo Chileno grande. En dirección noreste, alcanza la Ruta 43, dos kilómetros al sur de la localidad de Blanquillo. Desde la misma, nuevamente en dirección noreste, continúa hasta la localidad de San José de Cañas. Una vez cruzado el puente del paso San José, comienza el tratamiento asfáltico por 18 km hasta la localidad de La Paloma, donde finaliza la ruta.
Anteriormente se denominaba como ruta 42, el tramo desde la intersección con el camino del Verdún hacia el este, hasta la Ruta 6 pasando la Capilla de Farruco.

## Calificación
En 2009, y de acuerdo a la resolución 561/009 del Poder Ejecutivo, el tramo comprendido entre la ciudad de Sarandí Grande y el km 42.900 (Polanco del Yí), pasó a jurisdicción nacional, recalificándose como ruta nacional. Había sido descalificada y pasada a jurisdicción departamental en 2008.

## Estado y tipo de construcción de la carretera según el tramo
| Tramo                                  | Tipo de Red   | Tipo de Construcción | Estado    |
| -------------------------------------- | ------------- | -------------------- | --------- |
| Sarandí Grande - Arroyo Castro (km 20) | Terciaria     | Mezcla asfáltica     | Bueno     |
| Arroyo Castro (km 20) - Polanco del Yí | Terciaria     | Mezcla asfáltica     | Bueno     |
| Polanco del Yí - Villa del Carmen      | Departamental | Tosca                | Sin datos |
| Ruta 19 - Aº Chileno grande            | Departamental | Asfalto              | Sin datos |
| Aº Chileno grande - Ruta 43            | Departamental | Tosca                | Sin datos |
| Blanquillo - San José de Cañas         | Departamental | Tosca                | Sin datos |
| San José de Cañas - La Paloma          | Departamental | Asfalto              | Sin datos |